# Lovers in Bloom
Lovers in Bloom (hangeul : 무궁화 꽃이 피었습니다 ; RR : Mugunghwa Kkot Pieotseubnida) est une série télévisée sud-coréenne, réalisée par Go Young-tak et sorti en 2017. Elle met en vedette les acteurs Lim Soo-hyang, Do Ji-han, Lee Chang-wook, Lee Eun-hyung, et Nam Bo-ra. La série a été diffusée quotidiennement sur KBS1 de 20h25  à 21h00 du 29 mai au 10 novembre 2017.

## Distribution
Acteurs principaux
- Im Soo-hyang : Moo Goong-hwa
- Do Ji-han : Cha Tae-jin
- Lee Chang-wook : Jin Do-hyun
- Lee Eun-hyung : Moo Soo-hyuk
- Nam Bo-ra : Jin Bo-ra

Acteurs secondaires
- Entourage de Goong-hwa :
  - Yoon Bok-in : Lee Sun-ok
  - Kim Dan-woo : Bong Woo-ri
  - Yang Seung-pil : Son Joo-young

- Entourage de Tae-jin :
  - Seo Woo-rim : Noh Yeon-shil
  - Jeon In-taek : Cha Sang-chul
  - Lee Eung-kyung : Oh Kyung-ah / Oh Choon-rae
  - Lee Ja-young : Cha Hee-jin
  - Kim Hyun-kyun : Kang Baek-ho
  - Jung Yun-seok : Kang Hae-chan

- Entourage de Do-hyun :
  - Ko In-bum : Jin Dae-gab
  - Park Hae-mi : Heo Sung-hee
  - Kim Jae-seung : Seo Jae-hee

- Officiers de police :
  - Son Kwang-eop : Lee Gyo-suk
  - Park Gyu-ri : Jang Eun-joo
  - Ban Sang-yoon : Park Yong-soo
  - Geum Ho-suk : Choi Kyung-pyo

- Invités :
  - Song Bo-ram : Choi Seung-ah
  - Kim Sung-soo : Stranger
  - An Woo-yeon : Bong Yoon-jae